# Od Waregów do Greków

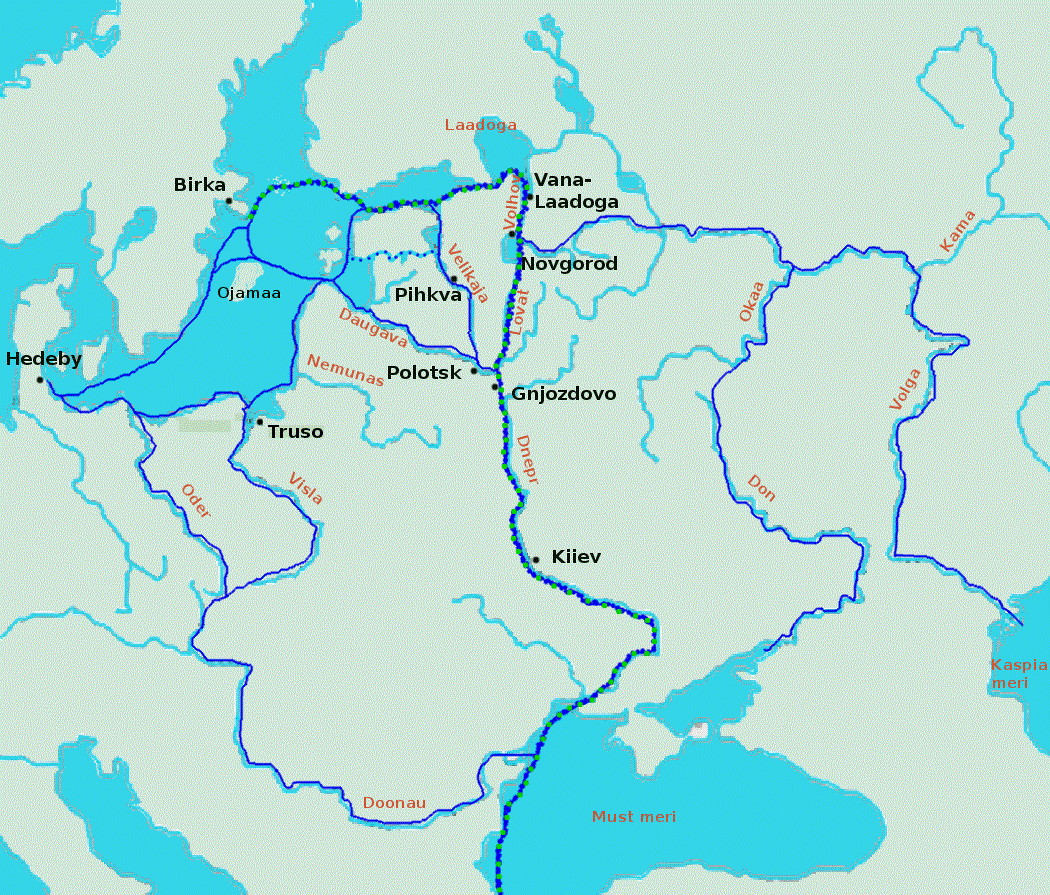
Szlak od Waregów do Greków na tle rzecznych szlaków handlowych Europy wschodniej

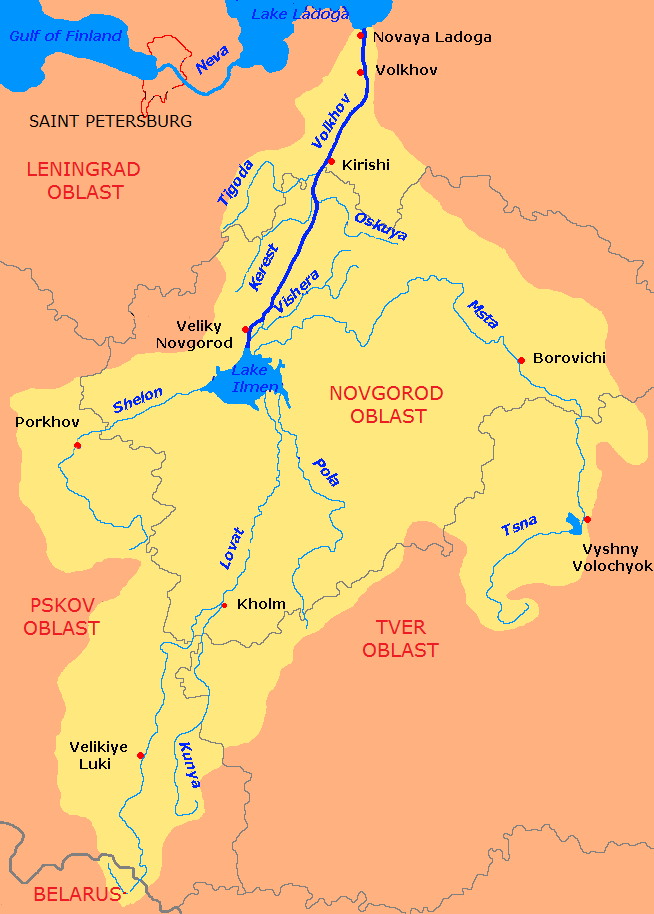
Dorzecze rzeki Wołchow. Początek szlaku.

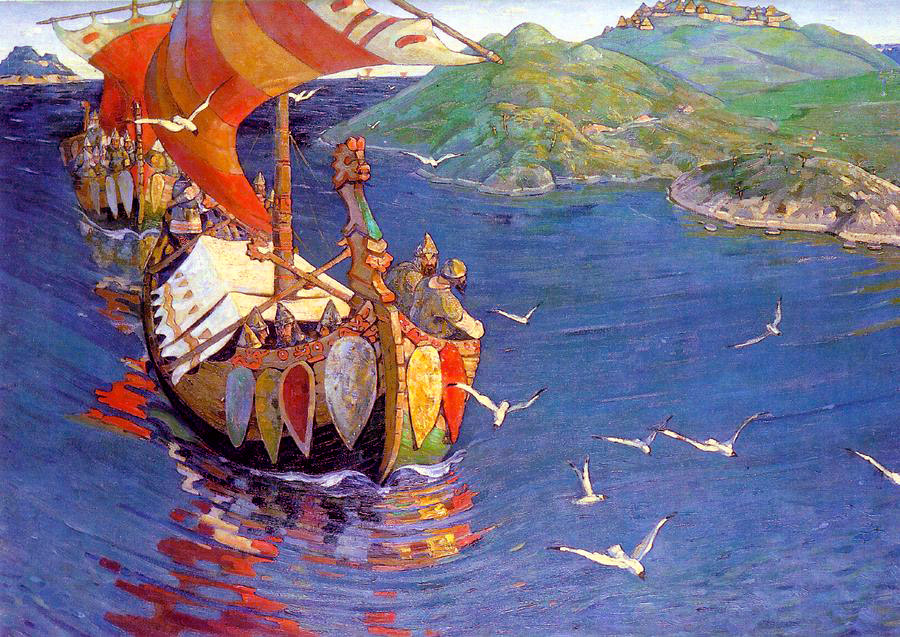
Wyobrażenie waregów na szlaku na obrazie „Goście zza morza” Nikołaja Roericha z 1901 r.

Szlak od Waregów do Greków (staroruski Путь изъ варѧгъ въ греки, staronord. Austrvegr – tj. szlak wschodni) – szlak handlowy łączący we wczesnym średniowieczu Skandynawię z Konstantynopolem i Bliskim Wschodem za pośrednictwem sieci rzek. Odkryty i wykorzystywany przez waregów służył zarówno wyprawom handlowym, jak i łupieżczym. Efektem istnienia szlaku było powstanie w IX wieku Rusi.

## Przebieg szlaku
Główna droga biegła ze szwedzkiej faktorii Birka nad Morzem Bałtyckim do portów nad Morzem Czarnym rzekami płynącymi poprzez ziemie Rusi (nord. Gardariki), przede wszystkim Dnieprem.
W kilku kluczowych miejscach łączyła się z innymi szlakami, między innymi ze szlakiem prowadzącym Wołgą do Morza Kaspijskiego.
Kluczową rolę w kontroli sieci szlaków rzecznych odgrywała wyżyna Wałdaj, w średniowiecznych źródłach znana jako Okowski Las, gdzie swoje źródła mają trzy wielkie rzeki: Dźwina (zlewisko bałtyckie), Wołga (zlewisko kaspijskie) i Dniepr (zlewisko czarnomorskie) oraz kilka mniejszych.
Istniało kilka nitek szlaku:
- przez rzeki Wołchow i Łować do Dniepru (jez. Ładoga, Nowogród Wielki i Kijów)
- przez Dźwinę do Dniepru (Kijów)
- przez Wołchow do jez. Ilmen, przez Mstę i Twercę do Wołgi, dalej Oką ku rzece Don (Sarkel)
- początkowo jak wyżej do Wołgi, następnie w dół rzeki (Itil, szlak ku arabskiej Persji)

### Szlak dnieprzański
Najważniejsza nitka szlaku „od Waregów do Greków” – dnieprzańska – prowadzi od Zatoki Fińskiej rzeką Newą do jeziora Ładoga, a następnie w górę rzeki Wołchow (stacja Stara Ładoga, staronord. Aldeigjuborg) do jeziora Ilmen (stacja Nowogród Wielki, staronord. Holmgard). Stamtąd trasa biegła w górę rzeki Łować i następnie mniejszymi rzekami Kunją i Sieriożą, od której można dojść krótkim odcinkiem lądowym do rzeki Toropy, która jest dopływem Dźwiny.
Inną możliwością było wpłynięcie do Dźwiny w jej ujściu (w tym miejscu leży dziś Ryga) wprost przez Zatokę Ryską i dopłynięcie Dźwiną do rejonu Wałdaju (stacja Połock) lub dotarcie tam z Zatoki Fińskiej poprzez jezioro Pejpus (stacja Psków).
Dalej płynąc Dźwiną na wysokości wsi Suraż wpływa się pod prąd w rzekę Kasplę, i dalej płynie się w górę rzeką Kloc a następnie Udrą, gdzie dociera się krótkim, ok. 3 km, przejściem lądowym – stanowiącym wododział między zlewiskiem Bałtyku a zlewiskiem Morza Czarnego – do jeziora Kuprino i rzeki Katynki, która wpływa do Dniepru w pobliżu Smoleńska (staronord. Smaleskja, stanowisko Gniezdowo). Dalej szlak wiedzie już Dnieprem.
Najważniejszą stacją na szlaku dnieprzańskim był Kijów (staronord. Konugard), gdzie było miejsce zimowania i przygotowań do spływu dolnym, trudnym odcinkiem rzeki. Płynąc w dół Dniepru trzeba było pokonać niebezpieczne porohy (na długości ok. 70 km) i otwarte tereny stepowe zamieszkane przez koczownicze plemiona (m.in. Pieczyngów). Szlak docierał do Morza Czarnego (stacja Berezań) i płynąc wzdłuż jego zachodniego wybrzeża (stacje Oczaków, Białogród, Kilia, Warna) dopływało się do Konstantynopola (staronord. Miklagard), stolicy Cesarstwa Bizantyńskiego.
W Kijowie główny szlak dnieprzański krzyżował się z lądowym, transkontynentalnym szlakiem radanitów wyznaczonym w połowie X wieku przez żydowskich kupców z hiszpańskiej Andaluzji.

### Szlak wołżański
Oprócz głównego szlaku dnieprzańskiego, istniała alternatywna droga wołżańska, zwana „saraceńską”. Wiodła ona również z jeziora Ilmen i rzeki Łować, od której krótkim odcinkiem lądowym można było przedostać się już do Wołgi albo alternatywnie z jeziora Ładoga rzeką Świr, jeziorem Onega, jeziorem Białym (stacja Białooziersk) i rzeką Szeksną do Wołgi.
Wołga przepływała przez północną Ruś (min. stacja Jarosław), dopływ Oki  i wyjście na Don do ziem Chazarów (stacja Sarkel). Alternatywny spływ w dół Wołgi przez tereny Bułgarów (stacja Bułgar Wielki) prowadził do chazarskiego Itil i ku Morzu Kaspijskiemu, gdzie można było prowadzić wymianę handlowa z bagdadzkim kalifatem Abbasydów i ludami Azji Środkowej.
Podróż drogą wołżańską trwała dłużej niż dnieprzańską, ale była bezpieczniejsza (nie było na niej porohów) i dawała możliwość dotarcia do bogatych rynków wschodnich i odnóg Jedwabnego Szlaku.
Głównymi ośrodkami na tej trasie były miasta Kaganatu Chazarskiego (Itil, Sarkel).

## Historia
Do IX wieku handel Grecji z północno-wschodnią Europą odbywał się za pośrednictwem istniejących od czasów greckiej kolonizacji faktorii handlowych położonych nad północnymi wybrzeżami Morza Czarnego, min. na Krymie i u ujść dużych rzek. Handel opierał się głównie na pośrednictwie towarów z ludami zamieszkującymi wnętrze kontynentu.
We wczesnym średniowieczu szlaki śródziemnomorskie i czarnomorskie łączące Europę zachodnią z Bliskim i Dalekim Wschodem opanowali żydowscy kupcy radanici. Zostali oni jednak wyparci przez kupców włoskich, głównie weneckich, dlatego wytyczyli lądowy szlak transkontynentalny, który łączył andaluzyjski Kalifat Kordoby z nadwołżańskim Kaganatem Chazarskim.
Znaleziska archeologiczne, dowodzą, że towary z Bliskiego Wschodu docierały do Skandynawii, dostarczając tam m.in. bizantyjskie monety. Handel ten nie był intensywny, jednak prawdopodobnie to właśnie on pobudził mieszkańców Skandynawii do poszukiwania własnych dróg do greckich rynków.
Pierwsza wzmianka w źródłach o przebyciu tej drogi pochodzi z roku 839 i znajduje się we frankijskiej kronice Roczniki bertyńskie. Wśród wysłanników cesarza bizantyjskiego na dwór króla Franków Ludwika Pobożnego znajdowała się grupa ludzi „zwących siebie Rhosami”, którzy przybyli do Konstantynopola (prawdopodobnie rok wcześniej, czyli w 838 roku), lecz nie mogli wrócić tą samą drogą ze względu na wrogie plemiona. Wybrali więc okrężną drogę powrotną przez państwo Franków. Po przesłuchaniu przybyszów okazało się, że pochodzą oni z narodu Szwedów (łac. Suenones).
Od tego czasu Waregowie zaczęli się pojawiać w Konstantynopolu i chazarskim Itil. Wkrótce, w 860 roku, nastąpił też pierwszy atak Rusów na Konstantynopol. Intensywny rozwój szlaku zaczął się w momencie przejęcia kontroli nad całym terytorium od Zatoki Fińskiej po ujście Dniepru przez wareską dynastię Rurykowiczów.
Handlowano na nim przede wszystkim futrami, miodem i niewolnikami.

## Archeologia
Około 14 km na zachód od Smoleńska, we wsi Gniezdowo, obok Katynia, nad Dnieprem, znajduje się cmentarzysko kilku tysięcy kurhanów z IX-X wieku, co świadczy o obecności tam dużego ośrodka Skandynawów, który kontrolował krótki lądowy odcinek szlaku między dorzeczem Dźwiny i Dniepru oraz przejście lądowe przez Bramę Smoleńską.
Wykopaliska z 2020 roku zlokalizowały 20 km na zachód od Stambułu (Konstantynopola) nad brzegiem jeziora Küçükçekmece miejscowość Bathonea, gdzie między IX a XI wiekiem znajdowała się stała osada Waregów.

## Współczesne wyprawy
Trasa wołżańska jest ciągle wykorzystywanym szlakiem towarowo-pasażerskim, min. przez rosyjskie przedsiębiorstwo „Wołgobałt”.
Od końca lat 80. regularnie podejmowane są wyprawy przez miłośników z Rosji, Finlandii i Szwecji, całością lub różnymi odcinkami szlaku, na replikach statków wikińskich lub innych łodziach. Umożliwiły one wyznaczenie najbardziej prawdopodobnych tras szlaków i poznanie uwarunkowań wypraw rzecznych „od Waregów do Greków”.
Od lat 90. również kpt. Henryk Wolski przemierza dawne szlaki rzeczne Słowian i wikingów. Między innymi w roku 2006 miała miejsce jego ekspedycja na statku „Wělet”, wzorowanym na okrętach słowiańskich z XII wieku, z Gdańska Wisłą, Sanem i Dniestrem aż do Morza Czarnego. Ekspedycja dotarła do Odessy po 59 dniach.